# Mikołaj Stroiński
Mikołaj Stroiński, w Stanach Zjednoczonych również Mikolai Stroinski (ur. 3 czerwca 1979 w Nairobi) – polski kompozytor i producent muzyczny, autor muzyki do filmów kinowych i telewizyjnych oraz do gier komputerowych.

## Życiorys
Dzieciństwo spędził w Afryce (Kenia i Nigeria), po czym w 10. roku życia zamieszkał w Zalesiu Górnym koło Piaseczna. Absolwent VI Liceum Ogólnokształcącego im. Tadeusza Reytana w Warszawie (1998) i studiów pianistycznych na Wydziale Jazzu i Muzyki Rozrywkowej Akademii Muzycznej im. Karola Szymanowskiego w Katowicach (2001, dyplom uzyskany pod kierunkiem Wojciecha Niedzieli). W 2001 rozpoczął studia w Berklee College of Music w Bostonie, w którym kształcił się pod kierunkiem amerykańskiego pianisty jazzowego i kompozytora Raya Santisi. Specjalizował się w improwizacji jazzowej i kompozycji filmowej. Studia ukończył w 2004, uzyskując dyplom z wyróżnieniem i nagrodę Certificate of Honor za projekt dyplomowy na wydziale kompozycji. Mieszka i pracuje w Los Angeles, gdzie od 2006 prowadzi własne studio muzyczne, realizując w nim autorskie projekty.
Rozpoczął karierę w 2004, komponując muzykę do programów telewizyjnych. Autor muzyki do filmu kinowego Cudowne lato (2011) oraz seriali telewizyjnych Paradoks (2012), Bez tajemnic (2012–2013, seria 2 i 3), Zbrodnia (2014–2015) i Królowa (2022). Autor czołówki muzycznej serialu telewizyjnego Kruk. Szepty słychać po zmroku (2018, utwór Imprisoned Mind). Kompozytor muzyki do gier komputerowych, m.in. Zaginięcie Ethana Cartera (2014), Wiedźmin 3: Dziki Gon (2015, wraz z Marcinem Przybyłowiczem), Sniper: Ghost Warrior 3 (2017), Bee Simulator (2019), Metamorphosis (2020, wraz z Garrym Schymanem), Sniper: Ghost Warrior Contracts (2021), Chernobylite (2021), Diablo Immortal (2022). Współuczestniczył jako kompozytor w projekcie League of Legends. Jeden z kompozytorów muzyki do gry Age of Empires IV (2021, stworzył do niej ok. godziny muzyki w wątku cywilizacji francuskiej). W 2021 sześć jego singli uzyskało w Polsce status złotej płyty, dwadzieścia jeden singli status platynowej płyty, a dwa single status diamentowej płyty (wydawcy CD Projekt Red i e-Muzyka). W 2024 amerykańska witryna internetowa Polygon, poświęcona grom komputerowym, napisała, że „wyrobił sobie markę jednego z największych talentów muzycznych w branży” (ang. established himself as one of the strongest musical talents in the industry).
W październiku 2024 miała miejsce światowa i polska premiera kinowa polsko-czesko-słowackiego pełnometrażowego filmu animowanego Smok Diplodok w reżyserii Wojciecha Wawszczyka, z muzyką Mikołaja Stroińskiego (muzyka, wykonanie muzyki, produkcja muzyczna), stanowiącą połączenie syntezatorów i muzyki symfonicznej.

## Życie prywatne
Pochodzi z rodziny o tradycjach muzycznych. Jego ojciec, Wojciech Stroiński, był w młodości trębaczem i pianistą jazzowym, muzykiem zespołu Royal Rag Jazz Band; brat ojca, Wiktor Stroiński, założycielem i liderem zespołu bigbitowego Dzikusy, a brat dziadka, Marian Stroiński, kompozytorem, autorem tekstów, po II wojnie światowej dyrygentem i kierownikiem artystycznym Wojewódzkiej Orkiestry Symfonicznej w Kielcach (obecnie Filharmonia Świętokrzyska im. Oskara Kolberga). Ma syna.

## Nagrody i wyróżnienia
Trzykrotny finalista Transatlantyk Festival w kategorii Kompozytor Roku (2011, 2012 i 2013), w 2012 i 2013 otrzymał na nim wyróżnienia. W 2014 zwyciężył w konkursie „Wybitny Polak w USA 2014” w kategorii Kultura. Poza tym uzyskał następujące nagrody i nominacje:
| Rok  | Nagroda                                                               | Kategoria                                                                                             | Przyznana za                       | Rezultat  |
| ---- | --------------------------------------------------------------------- | --- | ---------------------------------- | --------- |
| 2014 | Annual Game Music Awards                                              | Kategoria Artist of the Year – Outstanding Contribution-Newcomer                                      | Zaginięcie Ethana Cartera          | Wygrana   |
| 2014 | Annual Game Music Awards                                              | Kategoria The Best Score Orchestral / Cinematic                                                       | Zaginięcie Ethana Cartera          | Wygrana   |
| 2015 | Hollywood Music in Media Awards                                       | Kategoria Original Score – Video Game (wraz z Marcinem Przybyłowiczem)                                | Wiedźmin: Dziki Gon                | Nominacja |
| 2015 | Hollywood Music in Media Awards                                       | Kategoria Original Score – Video Game (indywidualnie)                                                 | Zaginięcie Ethana Cartera          | Nominacja |
| 2015 | Hollywood Music in Media Awards                                       | Kategoria Song – Video Game (wraz z wokalistką Kyler England za piosenkę Valley of The Blinding Mist) | Zaginięcie Ethana Cartera          | Nominacja |
| 2015 | The Game Awards                                                       | Kategoria Best Score / Soundtrack (wraz z Marcinem Przybyłowiczem)                                    | Wiedźmin: Dziki Gon                | Nominacja |
| 2015 | MocArt Awards RMF Classic                                             | Muzyka Filmowa Roku (wraz z Marcinem Przybyłowiczem i zespołem muzycznym Percival Schuttenbach)       | Wiedźmin: Dziki Gon                | Wygrana   |
| 2015 | Imagine Games Network Awards                                          | Kategoria Best Original Music                                                                         | Wiedźmin: Dziki Gon                | Wygrana   |
| 2015 | National Academy of Video Game Trade Reviewers Awards (NAVGTR Awards) | Kategoria Original Dramatic Score                                                                     | Wiedźmin: Dziki Gon                | Wygrana   |
| 2015 | PlayStation.Blog Game of the Year Awards                              | Kategoria Best Soundtrack                                                                             | Wiedźmin: Dziki Gon                | Wygrana   |
| 2015 | Global Game Awards                                                    | Kategoria Best Audio                                                                                  | Wiedźmin: Dziki Gon                | Wygrana   |
| 2015 | The 18th Annual D.I.C.E Awards                                        | Kategoria Outstanding Achievement in Original Music Composition                                       | Zaginięcie Ethana Cartera          | Nominacja |
| 2015 | Game Developers Choice Awards                                         | Kategoria Best Audio                                                                                  | Zaginięcie Ethana Cartera          | Nominacja |
| 2015 | Digital Dragons Awards, Kraków                                        | Kategoria Best Audio                                                                                  | Zaginięcie Ethana Cartera          | Wygrana   |
| 2016 | Digital Dragons Awards, Kraków                                        | Kategoria Best Game Audio                                                                             | Wiedźmin: Dziki Gon                | Wygrana   |
| 2019 | Digital Dragons Awards, Kraków                                        | Kategoria Best Game Soundtrack of 2018 (wraz z Marcinem Przybyłowiczem i Piotrem Adamczykiem)         | Wojna Krwi: Wiedźmińskie Opowieści | Wygrana   |
| 2020 | Game Audio Network Guild Awards (G.A.N.G. Awards)                     | Kategoria Best Music for an Indie Game                                                                | Bee Simulator                      | Wygrana   |
| 2020 | Game Audio Network Guild Awards (G.A.N.G. Awards)                     | Kategoria Best Original Instrumental                                                                  | Bee Simulator                      | Nominacja |
| 2020 | Game Audio Network Guild Awards (G.A.N.G. Awards)                     | Kategoria Best Music for a Casual Game                                                                | Bee Simulator                      | Nominacja |
| 2020 | Game Audio Network Guild Awards (G.A.N.G. Awards)                     | Kategoria Best Original Soundtrack Album                                                              | Bee Simulator                      | Nominacja |
| 2020 | Music+Sound Awards                                                    | Kategoria Best Original Composition in Gaming                                                         | Bee Simulator                      | Wygrana   |
| 2021 | Game Audio Network Guild Awards (G.A.N.G. Awards)                     | Kategoria Music of the Year (wraz z Garrym Schymanem)                                                 | Metamorphosis                      | Nominacja |
| 2021 | Game Audio Network Guild Awards (G.A.N.G. Awards)                     | Kategoria Best Music for an Indie Game (wraz z Garrym Schymanem)                                      | Metamorphosis                      | Nominacja |
| 2021 | Society of Composers and Lyricists (SCL Awards)                       | Kategoria Outstanding Original Score for Interactive Media (wraz z Garrym Schymanem)                  | Metamorphosis                      | Wygrana   |
| 2022 | Canadian Game Awards                                                  | Kategoria Best Score / Soundtrack                                                                     | Age of Empires IV                  | Wygrana   |